# Balthasar de Ayala
Balthasar de Ayala (Antwerpen, 1548 – Aalst, 1584) was een Spaanse rechtsgeleerde. Hij was tijdens de Tachtigjarige Oorlog in dienst van het Spaanse leger.
Hij schreef een boek over oorlogsrecht en militaire tucht genaamd De Jure Belli. Balthasar de Ayala boog zich onder andere over de problematiek rondom het beleggen van steden.
De Ayala was een van de eerste schrijvers die zich bezighield met het internationale en volkenrecht. Vanaf 1580 kwam hij tijdens de Tachtigjarige Oorlog als auditeur-generaal in dienst van het Spaanse leger, gelegen in de Nederlanden. Net als Pierino Belli (1502-1575) en Albericus Gentilis (1552-1608) boog hij zich over het oorlogsrecht. Zo was hij van mening dat plundering van veroverde steden alleen toegestaan was als een stad zich niet aan de vijand had overgegeven. Hij verdedigde deze regel op grond van wat hij hierover terugvond bij de Romeinse geschiedschrijver Titus Livius (59 v. Chr – 17). Terwijl Gentilis en Hugo de Groot meer schreven over het recht in verhouding tot moraal en humaniteit, waren Belli en Ayala meer geïnteresseerd in militaire discipline en regels met betrekking tot de autoriteit van de gezaghebbers ten opzichte van hun ondergeschikten. Volgens Ayala was een oorlog gerechtvaardigd indien het ging om de uitoefening van recht, om het verdedigen van het nationaal belang, voor het heroveren van iets wat de vijand onrechtmatig heeft verkregen, en ook als het ging om het onderdrukken van een opstand of het vervolgen van ongelovigen.
Balthasar de Ayala wordt gerekend tot de School van Salamanca, een eerste school voor internationaal recht, opgericht door Francisco de Vitoria aan de Universiteit van Salamanca. Een derde representant van deze school is de Jezuïet Francisco Suárez.